# Sóng hấp dẫn

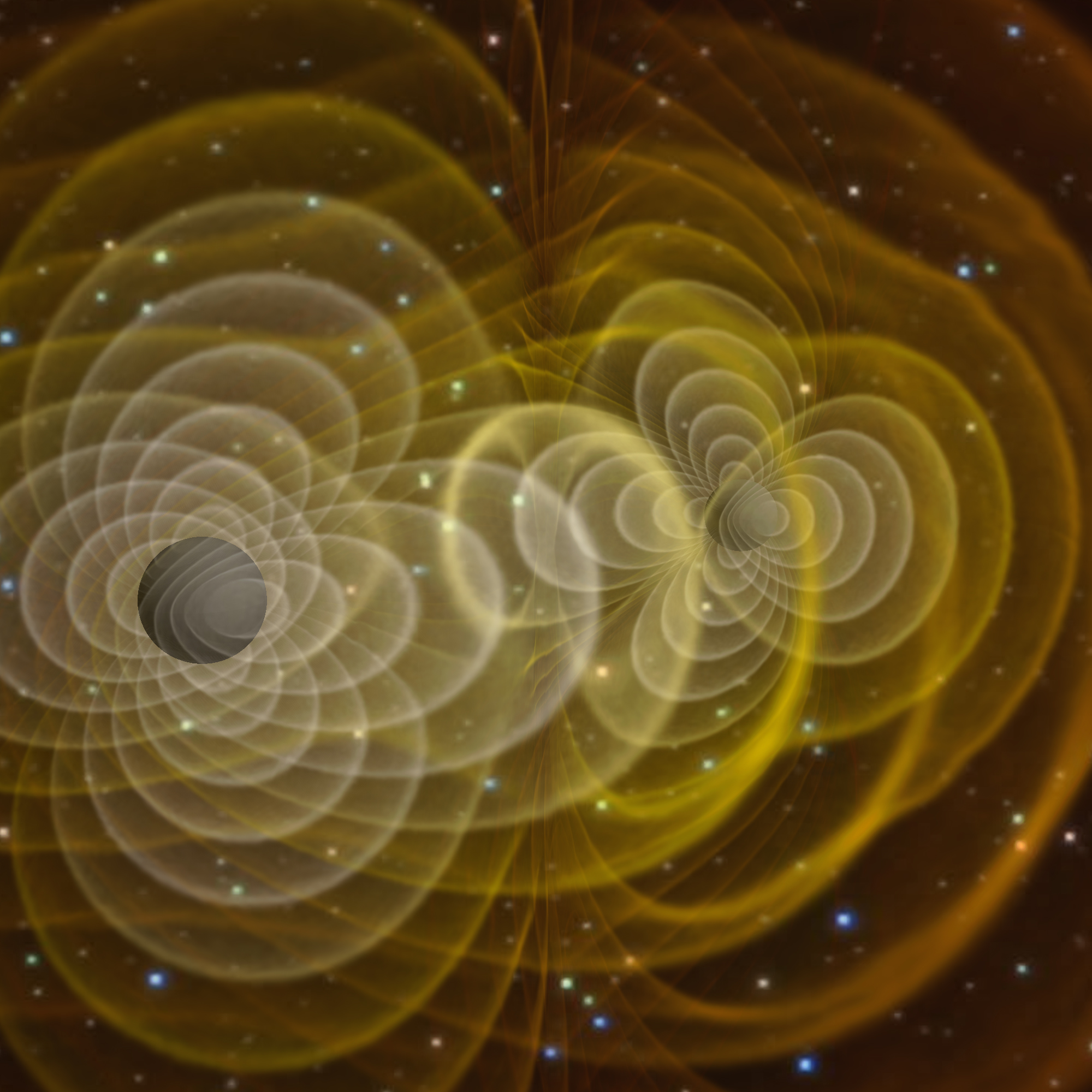
Hình ảnh sóng hấp dẫn, do Advanced LIGO thông báo phát hiện trực tiếp và công bố ngày 11/2/2016.

Trong vật lý học, sóng hấp dẫn (tiếng Anh: gravitational wave) là những dao động nhấp nhô bởi độ cong của cấu trúc không-thời gian thành các dạng sóng lan truyền ra bên ngoài từ sự thăng giáng các nguồn hấp dẫn (thay đổi theo thời gian), và những sóng này mang năng lượng dưới dạng bức xạ hấp dẫn. Albert Einstein, vào năm 1916, dựa trên thuyết tương đối rộng của ông lần đầu tiên đã dự đoán có sóng hấp dẫn. Nhóm cộng tác khoa học Advanced LIGO đã thu được trực tiếp tín hiệu sóng hấp dẫn từ kết quả hai lỗ đen sáp nhập vào ngày 14 tháng 9 năm 2015 và phát hiện này được thông báo trong cuộc họp báo tổ chức ngày 11 tháng 2 năm 2016 bởi Quỹ Khoa học Quốc gia (NSF). Theo thuyết tương đối rộng, sóng hấp dẫn có thể phát ra từ một hệ sao đôi chứa sao lùn trắng, sao neutron hoặc lỗ đen. Hiện tượng sóng hấp dẫn là một trong những hệ quả của tính hiệp biến Lorentz cục bộ trong thuyết tương đối tổng quát, bởi vì tốc độ lan truyền tương tác bị giới hạn bởi đặc tính này. Nhưng trong lý thuyết hấp dẫn của Newton tất cả các vật tương tác tức thì với nhau, vì vậy không có sóng hấp dẫn trong lý thuyết cổ điển này.
Các nhà khoa học đã thăm dò dấu hiệu của bức xạ hấp dẫn bằng các phương pháp gián tiếp khác nhau. Ví dụ, Russell Hulse và Joseph Taylor tìm thấy hệ sao xung Hulse - Taylor có chu kỳ quỹ đạo giảm dần theo thời gian do hai sao neutron quay gần về phía nhau, từ đó cung cấp bằng chứng cho sự tồn tại của sóng hấp dẫn; vì sự phát hiện này mà vào năm 1993 hai ông được Giải Nobel Vật lý. Các nhà khoa học cũng sử dụng các trạm dò sóng hấp dẫn để thám trắc hiệu ứng sóng hấp dẫn, ví dụ như Đài thám trắc sóng hấp dẫn - giao thoa kế laser (LIGO). 

## Giới thiệu

Sóng hấp dẫn phát ra từ hai sao neutron quay quanh nhau. Ở đây không thời gian được miêu tả như một tấm màn hai chiều và chuyển động của hệ hai sao neutron gây ra những biến đổi trong độ cong không thời gian (các gợn sóng lăn tăn) lan truyền xa dần ra bên ngoài với biên độ sóng giảm dần.

Lịch sử của vũ trụ - các nhà vũ trụ học giả thuyết giai đoạn vũ trụ lạm phát phát ra sóng hấp dẫn, một giai đoạn giãn nở nhanh hơn tốc độ ánh sáng hình thành ngay sau Vụ Nổ Lớn.

Thuyết tương đối tổng quát của Einstein mô tả hấp dẫn là một hiện tượng gắn liền với độ cong của không-thời gian. Độ cong này xuất hiện vì sự có mặt của khối lượng. Càng nhiều khối lượng chứa trong một thể tích không gian cho trước, thì độ cong của không thời gian càng lớn hơn tại biên giới của thể tích này. Khi vật thể có khối lượng di chuyển trong không thời gian, sự thay đổi độ cong hồi đáp theo sự thay đổi vị trí của vật. Trong một số trường hợp, vật thể chuyển động gia tốc gây nên sự thay đổi độ cong này mà lan truyền ra bên ngoài với tốc độ ánh sáng theo như dạng sóng. Hiện tượng lan truyền này được gọi là sóng hấp dẫn.
Khi sóng hấp dẫn truyền tới một quan sát viên ở xa, bằng dụng cụ phát hiện người đó sẽ kết luận là không thời gian bị bóp méo. Khoảng cách giữa hai vật tự do sẽ biến đổi tăng giảm một cách nhịp nhàng (dao động), bằng với tần số của sóng hấp dẫn. Tuy nhiên, trong quá trình này, các vật là tự do và không có lực tác động giữa chúng, vị trí tọa độ là không thay đổi, sự thay đổi ở đây là thay đổi hệ tọa độ không gian và thời gian của khoảng cách giữa chúng. Đối với quan sát viên ở xa, cường độ sóng hấp dẫn tại vị trí của người này tỉ lệ nghịch với khoảng cách từ anh ta đến nguồn sóng. Theo dự đoán của lý thuyết, ở các hệ sao đôi chứa sao neutron chuyển động vòng xoắn ốc vào nhau với tốc độ lớn trên quỹ đạo elip dẹt, chúng sẽ sáp nhập vào nhau trong tương lai và là nguồn phát ra sóng hấp dẫn mạnh. Nhưng bởi vì khoảng cách thiên văn đến chúng quá lớn, cho nên ngay cả các sóng hấp dẫn có cường độ cao nhất phát từ các sự kiện trong vũ trụ khi lan tới Trái Đất đã yếu đi rất nhiều, với biên độ dao động khoảng cách giữa hai vật thử thấp hơn 10−21. Để phát hiện sự thay đổi tinh tế này, các nhà khoa học phải tìm cách tăng độ nhạy của máy dò. Tính đến năm 2012, các máy dò nhạy nhất nằm ở các trạm thám trắc LIGO và VIRGO có độ chính xác lên tới 5 x 10−22. Các nhà vật lý đã tính toán ra ngưỡng giới hạn trên của tần số của sóng hấp dẫn lan truyền tới Trái Đất. Cơ quan Vũ trụ châu Âu đang phát triển một hệ thống vệ tinh thám trắc trong không gian để phát hiện sóng hấp dẫn, tên dự án là Ăngten giao thoa kế Laser trong Vũ trụ (Laser Interferometer Space Antenna LISA).

Sóng hấp dẫn phân cực tuyến tính.

Sóng hấp dẫn có thể thâm nhập vào các vùng không gian mà sóng điện từ không thể xâm nhập. Dựa vào các tính chất thu được từ sóng hấp dẫn có thể giúp tìm hiểu Vũ trụ tại những vùng sâu nơi một số loại thiên thể kỳ lạ nằm ở đó, chẳng hạn như các cặp lỗ đen. Những đối tượng như vậy không thể quan sát trực tiếp theo cách truyền thống bằng kính thiên văn quang học và kính thiên văn vô tuyến. Ưu điểm này của sóng hấp dẫn cũng là một lợi thế để nghiên cứu trạng thái sớm nhất của Vũ trụ. Không thể áp dụng các phương pháp quan sát hiện nay bởi vì trước giai đoạn tái kết hợp electron, Vũ trụ trở lên mờ đục đối với toàn bộ dải sóng điện từ. Ngoài ra, các phép đo chính xác hơn của sóng hấp dẫn có thể tiếp tục xác minh thuyết tương đối tổng quát.
Sóng hấp dẫn về mặt lý thuyết có thể tồn tại ở bất kỳ tần số nào, nhưng hầu như không thể phát hiện được chúng ở tần số rất thấp, và nguồn phát sóng tần số cao được biết đến là không thể quan sát được. Stephen Hawking và Werner Israel dự đoán rằng có thể phát hiện sóng hấp dẫn với tần số trong miền 10 -7  Hz tới 10 11  Hz. Sóng hấp dẫn GW150914 mà nhóm hợp tác LIGO lần đầu tiên thu nhận trực tiếp có tần số trong khoảng 35 Hz đến 250 Hz.

## Các hiệu ứng khi sóng hấp dẫn truyền qua

Hiệu ứng phân cực tuyến tính dạng chữ thập tác dụng lên một vòng các hạt thử.

Hiệu ứng phân cực tuyến tính dạng chéo tác dụng lên một vòng các hạt thử.

Để hiểu được tính chất của sóng hấp dẫn bằng cách thăm dò, có thể tưởng tượng trong một khu vực không-thời gian phẳng có một tập hợp các hạt thử đứng yên tạo thành một bề mặt phẳng. Khi sóng hấp dẫn truyền theo phương vuông góc với mặt phẳng này đi qua các hạt nó kéo giãn không gian và thời gian theo một hướng và nén không gian và thời gian theo hướng vuông góc (ảnh động bên phải). Diện tích bao quanh bởi các hạt thử nghiệm là không thay đổi, và các hạt không dịch chuyển theo hướng chuyển động của sóng (tức là chúng không bật ra khỏi bề mặt phẳng).:209-210 Khi khoảng cách giữa các hạt theo phương dọc là lớn nhất thì khoảng cách giữa các hạt theo phương ngang là nhỏ nhất và ngược lại khoảng thời gian di chuyển giữa hai hạt theo phương ngang là lớn nhất và theo phương dọc là ít nhất.
Hai hình bên cạnh minh họa phóng đại sự dao động của các hạt vì biên độ sóng hấp dẫn thực sự là rất nhỏ. Tuy nhiên chúng cho phép hình dung ra kiểu dao động đặc trưng của sóng hấp dẫn phát ra từ hai vật thể quay trên quỹ đạo hình tròn. Trong trường hợp này, biên độ của sóng hấp dẫn không thay đổi, nhưng mặt phẳng phân cực (hay phương dao động) thay đổi hay quay với chu kỳ bằng hai lần chu kỳ quỹ đạo của hai vật thể trong nguồn. Do đó, kích thước của sóng hấp dẫn (biến dạng tuần hoàn của không thời gian) thay đổi theo thời gian, như thể hiện trong các hình ảnh động. Nếu quỹ đạo của hai vật thể là hình elip, thì biên độ của sóng hấp dẫn cũng sẽ thay đổi theo thời gian như được miêu tả bằng công thức tứ cực của Einstein.
Giống như các sóng khác, sóng hấp dẫn có một số đặc điểm sau::203-204
- Biên độ: Thường được ký hiệu bằng {\displaystyle h}, đại lượng này biểu thị độ lớn của sóng — phần bị dãn ra hay nén lại trong ảnh động.[24][Ct 1] Biên độ minh họa ở đây có giá trị gần bằng {\displaystyle h=0,5} (hay 50%). Sóng hấp dẫn đi qua Trái Đất có biên độ nhỏ hơn hàng tỷ nghìn tỷ lần minh họa này — {\displaystyle h\approx 10^{-20}}.[15] Chú ý rằng đại lượng này không giống với cái gọi là biên độ như của sóng điện từ, mà bằng {\displaystyle {\frac {\mathrm {d} h}{\mathrm {d} t}}}. Các nhà vật lý thường dùng h với ý nghĩa là biến dạng của sóng hấp dẫn (gravitational wave strain).
- Tần số: Thường ký hiệu bằng f, đây là tần số mà sóng dao động (1 chia cho lượng thời gian giữa hai lần giãn và nén liên tiếp)
- Bước sóng: Thường ký hiệu bằng {\displaystyle \lambda }, đây là khoảng cách dọc theo phương truyền sóng giữa hai điểm có độ dãn hoặc độ nén lớn nhất.
- Tốc độ: Đây là tốc độ mà tại một điểm trên sóng (ví dụ, điểm tại độ giãn hay độ nén là lớn nhất) lan truyền. Đối với sóng hấp dẫn có biên độ nhỏ, tốc độ này bằng tốc độ ánh sáng, {\displaystyle c}.[14]

Từ những đại lượng trên có thể tính toán ra độ sáng của sóng hấp dẫn bằng cách tính đạo hàm bậc ba theo thời gian đối với công thức tứ cực.
Tốc độ, bước sóng, và tần số của sóng hấp dẫn có liên hệ với nhau bởi phương trình c = λ f, giống như phương trình của sóng ánh sáng. Ví dụ, ảnh động minh họa ở đây sóng hấp dẫn dao động động khoảng 1 lần trong 2 giây. Tương ứng với sóng này có tần số 0,5 Hz, và bước sóng vào khoảng 600.000 km, hay 47 lần đường kính Trái Đất.
Trong ví dụ vừa nêu, chúng ta đã giả sử một số điều đặc biệt về sóng. Chúng ta giả sử rằng sóng hấp dẫn là phân cực tuyến tính, hay phân cực "cộng", viết là {\displaystyle h_{\,+}}. Sự phân cực của sóng hấp dẫn giống như phân cực của sóng ánh sáng ngoại trừ rằng sóng hấp dẫn phân cực ở góc 45 độ, như ngược lại đối với 90 độ. Đặc biệt, nếu chúng ta có sóng hấp dẫn phân cực "chéo", {\displaystyle h_{\,\times }}, hiệu ứng tác dụng lên các hạt thử về cơ bản là như nhau, nhưng góc quay đi 45 độ, như được chỉ ra ở hình thứ hai. Giống như phân cực ở sóng ánh sáng, sự phân cực ở sóng hấp dẫn cũng được biểu diễn theo kiểu sóng phân cực tròn. Sóng hấp dẫn bị phân cực bởi vì bản chất của nguồn phát ra chúng.:209-210 Sự phân cực phụ thuộc vào góc từ nguồn, mà được trình bày ở phần tiếp theo.

### Ước lượng giới hạn trên của biên độ
Một hệ nguồn điển hình có các thành phần tứ cực {\displaystyle Q_{ij}} với độ lớn {\displaystyle MR^{2}}, với M và R lần lượt là khối lượng và bán kính của hệ. Nếu chuyển động bên trong nguồn không có tính đối xứng cầu, thì đạo hàm bậc hai theo thời gian của thành phần tứ cực {\displaystyle d^{2}Q_{ij}/dt^{2}} sẽ có độ lớn {\displaystyle Mv^{2}}, trong đó {\displaystyle v^{2}} là thành phần không đối xứng cầu của bình phương vận tốc bên trong nguồn phát ra sóng hấp dẫn. Khi thay vào công thức xác định biên độ sóng hấp dẫn từ các thành phần tứ cực ta có ước lượng biên độ:đoạn 4.1.2
{\displaystyle h<\phi _{int}\phi _{ext}}
{\displaystyle h\sim {\frac {2Mv^{2}}{r}}}.
Lưu ý ở đây {\displaystyle {\frac {M}{r}}} là thế hấp dẫn Newton tại khoảng cách r nằm bên ngoài nguồn sóng, và tỉ số {\displaystyle \epsilon } của biên độ sóng với thế hấp dẫn bên ngoài {\displaystyle \phi _{ext}} của nguồn tại khoảng cách r đến quan sát viên là
{\displaystyle \epsilon \sim 2v^{2}}.
Theo định lý virial đối với hệ hấp dẫn, tỷ số này không thể vượt quá giá trị lớn nhất của thế hấp dẫn Newton đối với bên trong nguồn sóng {\displaystyle \phi _{int}}. Kết quả này rất thuận tiện và thiết thực đối với phương pháp ước tính giới hạn trên của biên độ sóng hấp dẫn. Đối với một sao neutron nằm trong cụm thiên hà ở chòm sao Xử Nữ thì biên độ bức xạ hấp dẫn nó phát ra có giới hạn trên xấp xỉ bằng 5×10-22. Trong hàng thập kỷ, các nhà khoa học đã sử dụng cách này để ước tính độ nhạy tối thiểu cho các máy dò sóng hấp dẫn phải bằng hoặc nhỏ hơn ×10-21.:đoạn 4.1.2

### Ước lượng tần số
Trong một số trường hợp, tần số sóng hấp dẫn bị ảnh hưởng bởi chuyển động của nguồn, ví dụ, tần số của sóng hấp dẫn phát ra từ sao xung bằng hai lần tần số tự quay của ngôi sao.:Đoạn 4.2.2 Nhưng đối với hầu hết các hệ thống sao đôi, tần số bức xạ hấp dẫn có liên quan đến tần số động lực tự nhiên của hệ hấp dẫn được định nghĩa là:Đoạn 4.1.3:Đoạn 2.1:
{\displaystyle f_{0}={\sqrt {{\bar {\rho }} \over 4\pi }}}
Ở đây {\displaystyle {\bar {\rho }}} là mật độ trung bình của khối lượng - năng lượng của nguồn sóng. Nó có cùng độ lớn với tần số quỹ đạo của hệ sao đôi (binary orbital frequency-tương đương với chu kỳ quỹ đạo) và tần số xung nhịp cơ bản (fundamental pulsation frequency) của vật thể.
Nếu ước lượng nguồn sóng phân bố trong mặt cầu với khối lượng M và bán kính R thì {\displaystyle {\bar {\rho }}={\frac {3M}{4\pi R^{3}}}}. Đối với một sao neutron có khối lượng 1,4 lần khối lượng Mặt Trời, bán kính bằng 10 km, tần số tự nhiên của nó sẽ là 1,9 kHz; đối với một lỗ đen có khối lượng 10 lần khối lượng của mặt trời, bán kính chân trời sự kiện bằng 30 km, tần số tự nhiên của nó bằng 1 kHz; và cho lỗ đen siêu khối lượng bằng 2,5 × 106 lần khối lượng của Mặt Trời, tần số tự nhiên của nó là 4 milliHertz, vì mật độ trung bình của nó thấp hơn.:Đoạn 4.1.3 Nói chung, việc ước lượng tần số sóng hấp dẫn từ tần số tự nhiên của nguồn là đúng, về bản chất đó là một phương pháp thô cho phép ước lượng một cách nhanh chóng, cung cấp cho việc tính giá trị giới hạn trên của tần số đúng của nguồn sóng hấp dẫn.:1

## Nguồn sóng hấp dẫn

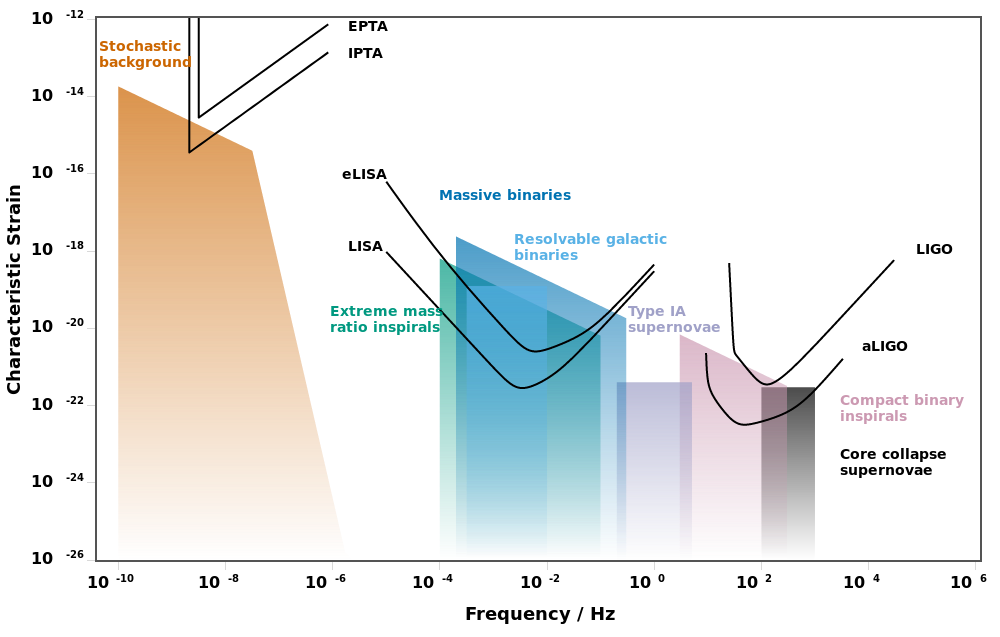
Biểu đồ phân bố các nguồn sóng hấp dẫn mà LIGO và LISA sẽ phát hiện ra tương ứng với các dải tần số. Trục đứng là biên độ sóng hấp dẫn, trục ngang là tần số sóng.

### Hệ sao đôi

Hai ngôi sao có khối lượng khác nhau ở trong quỹ đạo tròn. Mỗi ngôi sao xoay quanh tâm chung của chúng (ký hiệu bằng dấu thập nhỏ màu đỏ) theo một quỹ đạo tròn mà với khối lượng lớn hơn nó có quỹ đạo nhỏ hơn.

Hai ngôi sao có khối lượng tương tự ở cùng quỹ đạo tròn hướng về tâm chung của chúng.

Hai ngôi sao có khối lượng tương tự ở trong quỹ đạo hình elip về quanh khối tâm.

## Sao xung

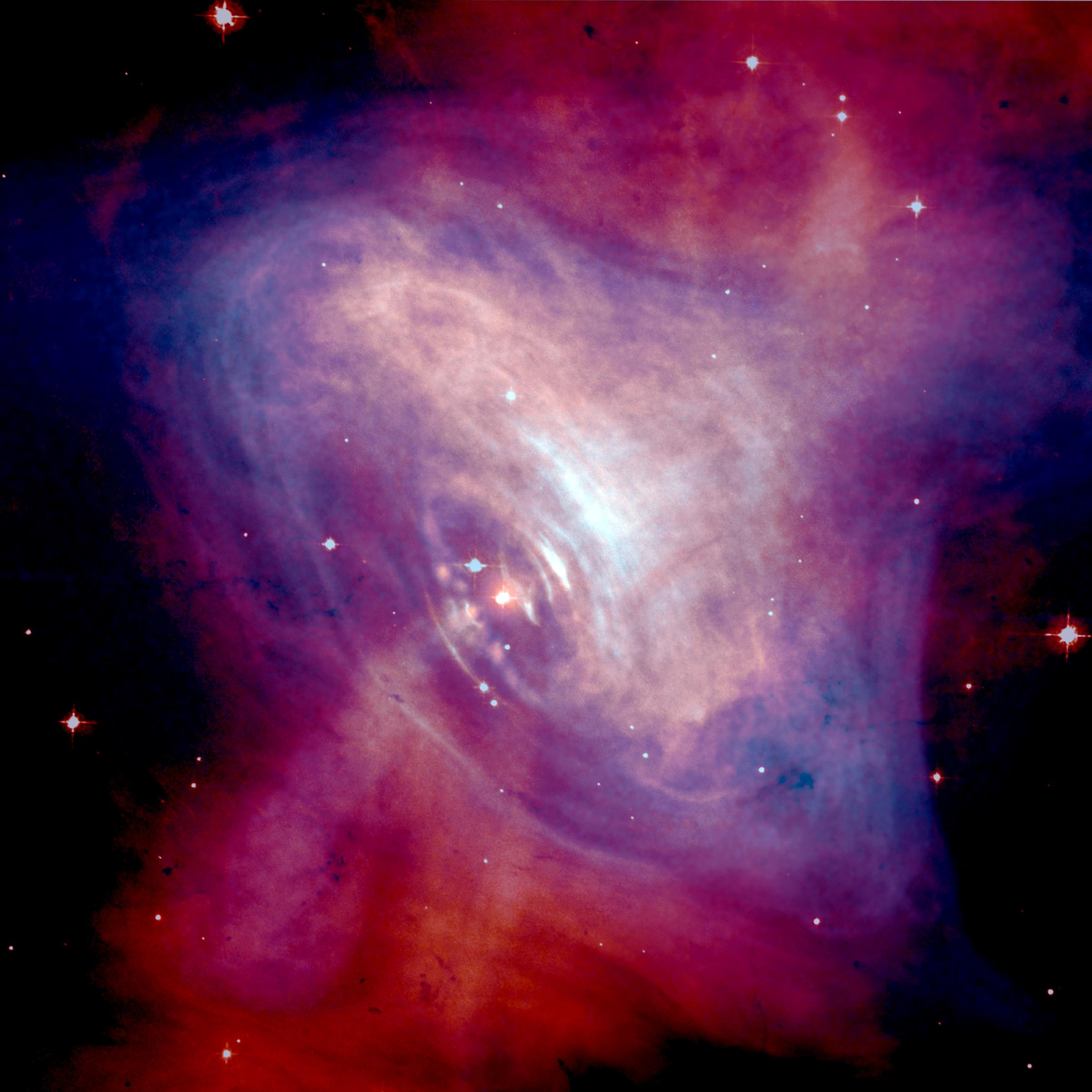
Tinh vân Con Cua, ảnh chụp kết hợp trong bước sóng tia X màu xanh từ Tàu quan sát tia X Chandra với bước sóng khả kiến màu đỏ từ Hubble, với một sao xung PSR J0534 + 2200 ở gần trung tâm của tinh vân có khả năng là một trong những nguồn phát sóng hấp dẫn.